# Satellite Laser Ranging

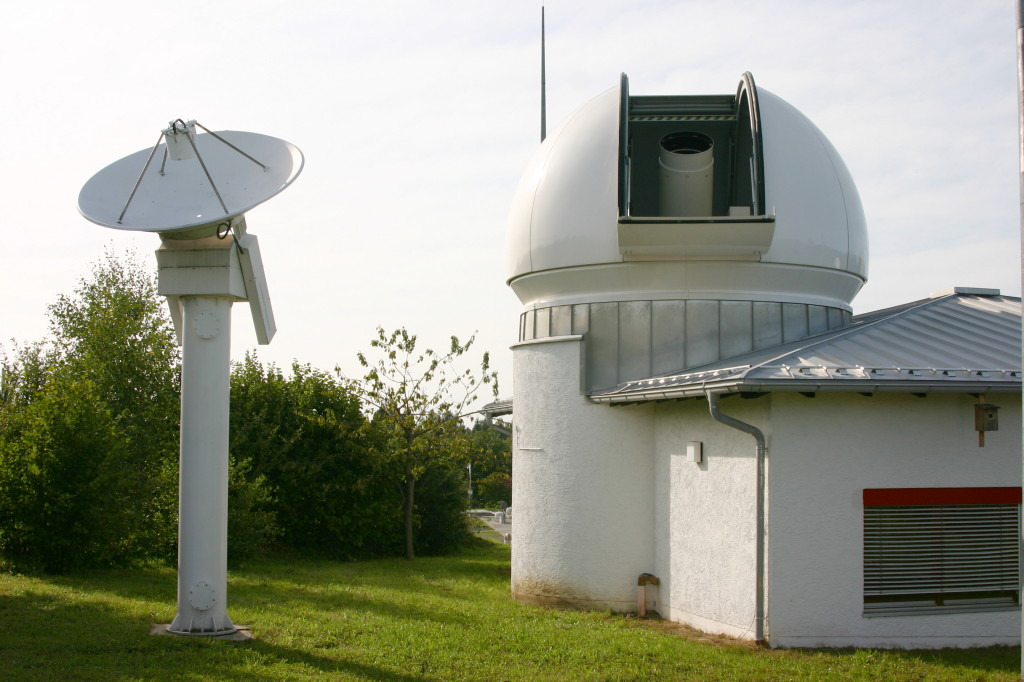
O Laser Ranging System do observatório geodésico Wettzell, na Bavária.

Satellite Laser Ranging  (SLR) é a designação  de uma rede global de estações de observação que medem o tempo de viagem de pulsos ultra curtos de lasers para satélites equipados com retrorrefletores, e no extremo, para retrorrefletores instalados na Lua. Essa técnica permite mensurações instantâneas com precisão a nível de milímetros, que podem ser acumuladas para permitir a medição exata de órbitas e varios outros dados científicos significativos.

## O serviço ILRS
Durante décadas, a rede de satélites SLR cresceu e evoluiu para uma uma poderosa fonte de dados para estudos dos sistemas da Terra sólida, dos seus oceanos e da sua atmosfera, além de contribuir para maior precisão em várias monitorações geofísicas e geodésicas. Para unificar os esforços dessa atividade, a comunidade SLR global criou o International Laser Ranging Service (ILRS) em 25 de setembro de 1998.

## Lista de satélites Laser Ranging

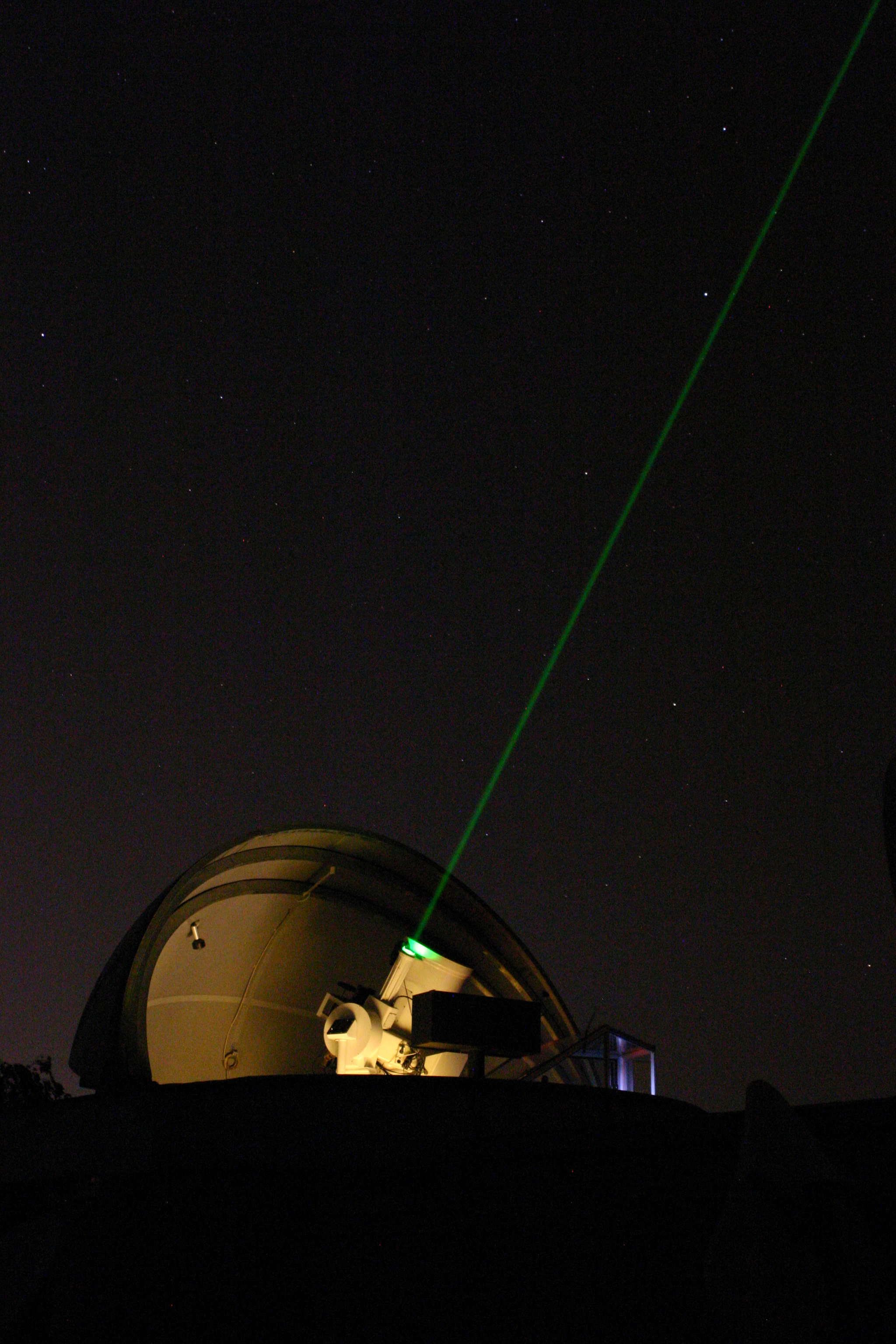
Estação Satellite Laser Ranging em ação

- BLITS
- EGP
- Etalon
- LAGEOS
- LARES
- STARSHINE